# Henri Courseaux
Henri Courseaux est un acteur et chanteur français, né le 1er mars 1944 à Creil, dans l'Oise.
Il est l'un des cofondateurs en 2005 du Festival de la chanson à texte de Montcuq. Principalement actif à la télévision, au théâtre et dans la musique, il a également prêté sa voix en tant que comédien de doublage à de nombreux personnages tels qu'Herbert Garrison dans la série d'animation South Park et Carlo Tentacule dans Bob l'éponge.

## Biographie
Henri Courseaux est né le 1er mars 1944 à Creil, dans l'Oise. Il sort en 1970 du Conservatoire national des arts dramatiques avec un premier prix de comédie moderne et un deuxième prix de comédie classique. Il a depuis alterné au théâtre de nombreux rôles importants sur les scènes parisiennes (en tout plus de 45 pièces).
Il est principalement actif du côté de la télévision, du théâtre et de la musique. En 2005, il cofonde avec Claire de Villaret et l'association Musiques Cours et Granges, le Festival de la chanson à texte de Montcuq. En 2013, il interprète le rôle de Jean-Louis Debré dans le téléfilm La Dernière Campagne de Bernard Stora. Cette même année, il interprète des poèmes extraits du recueil Les Amours jaunes de Tristan Corbière. Il prononcera aussi le discours d'ouverture du Festival de la chanson à texte de Montcuq lors de sa 9e édition (2013) et sa 10e édition (2014). Le samedi 12 avril 2014, il participe avec Marie-Christine Lefrançois à un atelier organisé par l'association la Halle aux livres, où Henri explique que « l'écriture est avant tout poésie, musique et cadences » : « Il est impossible pour moi de cesser d'écrire. C'est une constante de ma vie. »
Du côté doublage, Henri Courseaux a prêté sa voix à de nombreux personnages de séries et films d'animation. S'il n'en a fait que son métier par intérim, il peut être identifié par le timbre particulier de sa voix. Il a doublé Herbert Garrison dans la série d'animation South Park, Carlo Tentacule et Patchy le pirate dans Bob l'éponge, et le père d'Harold dans Hé Arnold !. À partir de 2010, à la sixième saison de Bob l'éponge, il est remplacé par Michel Mella pour le doublage de Carlo.
En 2010, il obtient un Molière du comédien dans un second rôle pour La Nuit des rois de William Shakespeare.

## Filmographie

### Cinéma
- 1972 : L'Étrangleur de Paul Vecchiali : l'homme ivre
- 1972 : Trop jolies pour être honnêtes de Richard Balducci
- 1972 : Le Soldat Laforêt de Guy Cavagnac : le cordonnier
- 1973 : Tout le monde il est beau, tout le monde il est gentil de Jean Yanne : un rédacteur
- 1973 : Drôles de diam's de Robert Ménégoz : Pierre
- 1973 : La Femme en bleu de Michel Deville : Antoine
- 1974 : Femmes Femmes de Paul Vecchiali : Antonin Barbié
- 1977 : Moi, fleur bleue d'Éric Le Hung
- 1978 : L'Horoscope de Jean Girault : Antoine Fromont
- 1979 : Tous vedettes de Michel Lang : Charles-Henri de Kerbois
- 1982 : Ça va pas être triste de Pierre Sisser : Jean-Philippe Delorme
- 1982 : Le Corbillard de Jules de Alphonse Boudard de Serge Pénard : Jean-Paul
- 1982 : On n'est pas des anges... elles non plus de Michel Lang : Roland
- 1983 : L'Été de nos quinze ans de Marcel Jullian : Michel
- 1985 : Le téléphone sonne toujours deux fois de Jean-Pierre Vergne : docteur Clipps
- 1987 : Bonjour l'angoisse de Pierre Tchernia : Baudu
- 1995 : Les Trois Frères des Inconnus : maître Larieux
- 1999 : L'Extraterrestre de Didier Bourdon : le colonel
- 1999 : Simon Sez : Sauvetage explosif de Kevin Elders : Bernard Gabrielli
- 2004 : Les Âmes grises de Yves Angelo : le médecin
- 2025 : Forever de Aytl Jensen : Robert Walton

### Télévision
- 1970 : Rendez-vous à Badenberg, de Jean-Michel Meurice :
- 1973 : Molière pour rire et pour pleurer de Marcel Camus
- 1979 : Médecins de nuit de Nicolas Ribowski, épisode : Palais Royal (série télévisée)
- 1979 : L'Étrange Monsieur Duvallier de Victor Vicas, épisode : Casse Cash
- 1981 : Le Boulanger de Suresnes de Jean-Jacques Goron
- 1981 : Julien Fontanes, magistrat - épisode : Le soulier d'or de François Dupont-Midi
- 1982 : Les Enquêtes du commissaire Maigret de Jean-Jacques Goron (série télévisée), épisode : Maigret et les Braves Gens : le Dr Fabre
- 1984 : Hélas, Alice est lasse de Bernard Queysanne
- 1988 : La Belle Anglaise
- 1988 : Marie Pervenche de Claude Boissol, épisode: La Folle journée du général Despek : le général Despek
- 1989 : Prête moi ta plume de Louis Grospierre : L'Écrivain
- 1989 : Maguy : Legrand, ami de Georges Boissier, producteur de films pour adultes.
- 1991 : L'héritière de Jean Sagols
- 1992 : Maigret et la nuit du carrefour
- 1993 : La tête en l'air de Marlène Bertin
- 1995 : Navarro épisode Meurtre d'un salaud
- 1996 : Je m'appelle Régine de Pierre Aknine
- 2010 : La Peau de chagrin d'Alain Berliner
- 2012 : Pour Djamila de Caroline Huppert
- 2013 : La Dernière Campagne de Bernard Stora : Jean-Louis Debré
- 2013 : Super Lola de Régis Musset
- 2014 : Couleur locale de Coline Serreau
- 2015 : 1910, Paris sous les eaux de Éric Beauducel et Olivier Poujaud (docu-fiction)
- 2017 : Kim Kong de Stephen Cafiero

Guest dans de nombreuses séries dont Commissaire Moulin, Nestor Burma, Les Cinq Dernières Minutes, Maigret…

### Au théâtre ce soir
- 1978 : Acapulco Madame d'Yves Jamiaque, mise en scène Yves Gasc, réalisation Pierre Sabbagh, Théâtre Marigny : Thomas
- 1978 : La Crécelle de Charles Dyer, mise en scène Michel Fagadau, réalisation Pierre Sabbagh, Théâtre Marigny : Percy
- 1979 : La terre est basse d'Alfred Adam, mise en scène de l'auteur, réalisation Pierre Sabbagh, Théâtre Marigny : Hippolyte
- 1979 : Ne quittez pas de Marc-Gilbert Sauvajon & Guy Bolton, mise en scène Max Fournel, réalisation Pierre Sabbagh, Théâtre Marigny : Martin
- 1980 : La Coquine d'André Roussin, mise en scène Bernard Dhéran, réalisation Pierre Sabbagh, Théâtre Marigny : Albino Fogliano
- 1980 : Silence on aime de Michel Lengliney, mise en scène Maurice Risch, réalisation Pierre Sabbagh, Théâtre Marigny : Emile
- 1981 : La Quadrature du cercle de Valentin Kataïev, mise en scène Georges Vitaly, réalisation Pierre Sabbagh, Théâtre Marigny : Abram
- 1984 : Le Diable en personne de Philip King et Fakland Cary, adaptation Jean Marsan, mise en scène Jacques Ardouin, réalisation Pierre Sabbagh, Théâtre Marigny

## Théâtre
- 1969 : Charlie de Donald Driver, mise en scène de Jean Babilée, théâtre des Nouveautés
- 1971 : Le Testament du chien d'Ariano Suassuna, mise en scène de Guy Lauzin, Théâtre national de l'Odéon
- 1971 : Rintru pa trou tar hin ! de François Billetdoux, mise en scène de Serge Peyrat, théâtre de la Ville
- 1971 : Un songe pour une nuit d'été de Michel de Ré, mise en scène de l'auteur, Festival de Vaison-la-Romaine
- 1972 : Le Testament du chien d'Ariano Suassuna, mise en scène de Guy Lauzin, Festival d'Avignon
- 1976-* 1977 : Acapulco Madame d'Yves Jamiaque, mise en scène d'Yves Gasc, théâtre de la Michodière (1976) et Théâtre des Célestins (1977)
- 1979 : Un Roi qu’a des malheurs de Remo Forlani, mise en scène de Maurice Risch, théâtre La Bruyère
- 1981 : Arsenic et vieilles dentelles de Joseph Kesselring, mise en scène de Jacques Rosny, théâtre de la Madeleine
- 1983: La Fille sur la banquette arrière de Bernard Slade, mise en scène de Pierre Mondy, théâtre du Palais-Royal
- 1984 : Rendez-vous dans le square de Michel Bedetti, mise en scène de Pierre Vielhescaze, musique originale Karim Kacel, théâtre des Hauts-de-Seine
- 1984 : La Bagarre de Roger Vitrac, mise en scène de Jacques Seiler, théâtre de l'Atelier
- 1986 : Le Système Ribadier de Georges Feydeau, mise en scène de Philippe Ogouz, théâtre La Bruyère
- 1987 : Antigone de Jean Anouilh, mise en scène d'Éric Civanyan, théâtre de la Madeleine
- 1987 : La Menteuse de Jean-Jacques Bricaire et Maurice Lasaygues, mise en scène de René Clermont, théâtre Marigny
- 1990: Le Diamant rose de Michael Pertwee, mise en scène de Michel Roux, théâtre Daunou
- 1994: Les Fourberies de Scapin de Molière, mise en scène de Jean-Luc Moreau, théâtre du Gymnase Marie-Bell
- 2002 : Le Menteur de Corneille, mise en scène de Nicolas Briançon, Théâtre Hébertot
- 2003 : Zoo ou l'Assassin philanthrope de Vercors, mise en scène de Jean-Paul Tribout
- 2005 : Une chaîne anglaise d'Eugène Labiche, mise en scène de Jean-Paul Tribout, Théâtre 14 Jean-Marie Serreau
- 2006 : Pygmalion de George Bernard Shaw, mise en scène Nicolas Briançon, Théâtre Comédia
- 2007 : Nekrassov de Jean-Paul Sartre, mise en scène de Jean-Paul Tribout, théâtre 14 Jean-Marie Serreau
- 2009 : Bon Anniversaire, mise en scène de Thierry Harcourt, pour les 60 ans du Festival d'Anjou
- 2009 : La Nuit des rois de William Shakespeare, mise en scène de Nicolas Briançon, Festival d'Anjou, théâtre Comédia
- 2010 : La Dame de chez Maxim de Georges Feydeau, mise en scène de Hervé Van der Meulen, théâtre de l'Ouest parisien
- 2012 : La salle d'attente de Serge Joncour, Ciné 13 Théâtre mise en scène de Thibaud Ameline
- 2013 : Les Amours jaunes de Tristan Corbière, mise en scène de Hervé Van der Meulen, théâtre de l'Atalante
- 2013 : Le plus heureux des trois d'Eugène Labiche, mise en scène de Didier Long, théâtre Hébertot
- 2014 : Rappelez moi le titre déjà ? de Jean Bois, mise en scène de Marianne Epin, Ciné 13
- 2017 : Les Amours jaunes de Tristan Corbière, mise en scène d'Hervé Van der Meulen
- 2017 et 2018 : Fratelli de Dorine Hollier, mise en scène de Stéphane Cottin, Festival d'Avignon off
- 2018 : Tendresse à quai de Henri Courseaux, mise en scène de Stéphane Cottin, Studio Hébertot
- 2019 : Antigone de Romain Sardou, mise en scène de Romain Sardou et Xavier Simonin, festival Off d'Avignon
- 2023 : Racine de Trois de Pierre Margot, mise en scène d'Antoine Marneur, Théâtre de Chartres

### Show musicaux
- 1996 : Henri Courseaux chante, théâtre de l'Européen, mise en scène de Jocelyne Millet
- 2001 : Chirurgie musicale, théâtre 13, Auditorium Saint Germain, mise en scène d'Henri Courseaux
- 2008 : Ma foi, je doute, théâtre de l'Européen, Théâtre de la Reine Blanche, Vingtième Théâtre (tournée)
- 2009 : Le 13 fait chanter les comédiens, Théâtre 13
- 2013 : Après la virgule, Vingtième Théâtre
- 2017 : 20 ans déjà, Forum Léo Ferré

## Discographie
- 2005 : La vie, la vie, la vie
- 2009 : Ma foi, je doute

## Doublage

### Cinéma

#### Films
- Chevy Chase dans :
  - Le Golf en folie (1980) : Ty Webb
  - Tribunal fantôme (1991) : Chris Torne
- Christopher McDonald dans :
  - Grease 2 (1982) : Goose McKenzie
  - En pleine tempête (2000) : Todd Gross
- 1971 : La Première Folie des Monty Python : Eric Idle
- 1980 : Shining : l'animateur radio [Qui ?] (voix)
- 1980 : Stardust Memories : le jeune acteur (Daniel Stern)
- 1981 : La Maîtresse du lieutenant français : Sam (Hilton McRae)
- 1983 : Flashdance : Richie (Kyle T. Heffner)
- 1983 : Wargames : Malvin (Eddie Deezen)
- 1983 : Hysterical : Dr. John Scalpel (Bud Cort)
- 1986 : Massacre à la tronçonneuse 2 : Chop Top (Bill Moseley)
- 1988 : Big : un employé administratif (Jordan Thaler)
- 1990 : Cadillac Man : Harry Munchack (Zack Norman)
- 1992 : Les Experts : Erwin 'Ultra-sons' Emry (David Strathairn)
- 1993 : Super Mario Bros : le narrateur (Dan Castellaneta)
- 1994 : Quatre mariages et un enterrement : Père Gerald (Rowan Atkinson)
- 1994 : The Mask : Irv Ripley (Tim Bagley)
- 1995 : Le Jour de la bête : le curé Ángel Beriartúa (Álex Angulo)
- 1997 : Créatures féroces : Bugsy (Michael Palin)
- 1999 : Mystery Men : Casanova Frankenstein (Geoffrey Rush)
- 2000 : Treize Jours : Adlai Stevenson (Michael Fairman)
- 2000 : Le Chocolat : Guillaume Blerot (John Wood)
- 2003 : Les Looney Tunes passent à l'action : Cottontail Smith [Qui ?] (voix)
- 2003 : La Vie de David Gale : Duke Grover (Jim Beaver)
- 2004 : The Girl Next Door : M. Ruether (Laird Stuart)

#### Films d'animation
- 1979 : Cendrillon (doublage tardif, 2005) : voix du crieur public (court-métrage)
- 1994 : Tom et Jerry, le film : Ferdinand
- 1994 : Les Quatre Dinosaures et le Cirque magique : Stoïque, le clown
- 1998 : Les Merveilleuses Aventures de Crysta : M. Chuckles (Grand-Père)
- 1999 : 1 001 Pattes : M. Sol
- 1999 : South Park, le film : Herbert Garrison, Ned Gerblansky
- 2005 : Bob l'éponge, le film : Carlo Tentacule

### Télévision

#### Séries télévisées
- Ryan Stiles dans :
  - Le Drew Carey Show : Lewis Kiniski
  - Mon oncle Charlie : Dr. Herb Melnick
- Parker Lewis ne perd jamais : Norman Pankow (Gerrit Graham)
- Loïs et Clark : Les Nouvelles Aventures de Superman : Alan Morris (Leslie Jordan) (Saison 1, épisode 5)
- Friends : Le médecin apparaissant dans le 22e épisode de la 9e saison.
- Les Voyages de Gulliver : Docteur Pritchard (Edward Petherbridge)
- New York, unité spéciale : Dr. Waldman (Jeffrey Ware) (Saison 5, épisode 8)

#### Séries d'animation
- 1981 : Les Aventures du Capitaine Borbadov : Ferraille
- 1988 : Foofur : Matoi / Sammy / Harvey et Charlie (2e voix)
- 1990 : Les Aventures de Pinocchio : Charlie la souris
- 1991 : Paul le pêcheur : M. Cormoran (épisode 65) / Joseph (épisode 68) / Grand-père de Marcelin (épisode 69) / père d'Arty (épisodes 70-71) / Isidore (épisode 73) / père de Lucie (épisode 81) / Oncle Eugène (épisode 82) / M. Magellan (épisode 86) / Norbert (épisode 87) / Vieux professeur (épisode 94)
- 1994 : Animaniacs : Pablo Picasso (épisode 11)
- 1994 : X-Men : Pr Xavier (épisodes 54 à 76) / Diablo et Mojo (2e voix) / Cyclope (voix de remplacement) / Archange (épisodes 57-59)
- 1994 : Les Contes du chat perché : Le père
- 1996 : Les Nouveaux Voyages de Gulliver : Général Snorkle (2e voix)
- 1997 : Les Kikekoi : Micro et Kwik, l'oiseau vert
- 1998 : Tortues Ninja : La Nouvelle Génération : docteur Quease
- 1998-2010 : South Park : Herbert Garrison (1re voix) / Ned Gerblansky (1re voix) / Père Maxi / voix additionnelles (à noter qu'il ne fait plus de doublage dans cette série depuis le milieu de la saison 13.)
- 1999 : Les Renés : Dr Tube / Raymond / Fougasse
- 2000 : Hercule : Ministre Cléon (épisode 4)
- 2000 : Hé Arnold ! : le père de Harold (épisode 68)
- 2000 : Les Aventures de Skippy : Le rat / Reg / voix additionnelles
- 2002-2010 : Bob l'éponge : Carlo Tentacule (1re voix) / Squilliam Fancyson (saison 6) / Patchy le pirate (saisons 2-3) / Potty le perroquet / voix supplémentaires (à noter qu'il n'interprète plus le personnage depuis la fin de la saison 6.)

### Jeu vidéo
- 1996 : Down in the Dumps: Khan, Bad Punk, animateur de La Galaxie de la Chance

## Publication
- 2022 : L'identité est un soir sans fin, roman Editions Frédéric Deville

## Distinctions
- Molières 2006 : nomination au Molière du comédien dans un second rôle pour Pygmalion
- Molières 2010 : Molière du comédien dans un second rôle pour La Nuit des rois[7]